# Donald Ewen Cameron
Donald Ewen Cameron (Bridge of Allan, 24 dicembre 1901 – Lake Placid, 8 settembre 1967) è stato uno psichiatra statunitense di origine scozzese.

## Biografia

### Carriera
Laureatosi a Glasgow, si perfezionò quindi negli Stati Uniti e in Svizzera. Nel 1936 si trasferì nel  Massachusetts per dirigere la divisione ricerca del Worcester State Hospital, e dal 1939 al 1943 fu  professore di neuropsichiatria all'Albany Medical College di Albany, New York, e alla Russell Sage School of Nursing.
Nel 1943 passò all'Università McGill di Montréal, dove diresse l'Allan Memorial Institute, fondato su iniziativa della Fondazione Rockefeller.
Fece parte del tribunale medico che esaminò i criminali nazisti nel processo di Norimberga.
Fu psichiatra di grande fama, al punto da essere eletto presidente dell'associazione mondiale di psichiatria nonché presidente delle associazioni degli psichiatri canadese e statunitense.

### La teoria della malattia mentale come contagio
Per Cameron i disturbi mentali, in particolare l'ansietà cronica, erano come una malattia infettiva. I portatori di tali disturbi, se non internati, avrebbero diffuso e trasmesso i disturbi stessi alla popolazione sana. Per questo i governi avrebbero dovuto prendere severe misure contro queste persone.
Alla fine degli anni quaranta, Cameron presentò le sue idee in una relazione intitolata  Dangerous Men and Women, descrivendovi alcune personalità che egli riteneva pericolose per tutti i membri sani della società, inclusi i bambini:
- il tipo passivo
- il tipo possessivo
- il tipo insicuro
- lo psicopatico, detto anche "Gestapo", il più pericoloso soprattutto in situazioni di tensioni sociali e politiche

Cameron credeva che una società governata dalla psichiatria sarebbe stata una società "perfetta" nella quale la scienza avrebbe trionfato su questi membri "deboli".
Alcune sue affermazioni avevano implicazioni "razziali": per es. riteneva che i tedeschi dovessero essere sorvegliati e controllati attentamente perché la loro "personalità tipo" conduceva all'affermazione di pericolosi sistemi autoritari e dittatoriali.

### Cameron e il progetto MKULTRA
Un ulteriore aspetto delle teorie di Cameron suscitò l'interesse della CIA: egli infatti sosteneva che per guarire un folle bisognava cancellarne la memoria e ricostruirla completamente, ma non poteva avere soggetti su cui applicare la sua teoria .
Presso l'Allan Memorial Institute dell'Università McGill a Montréal lavorò al progetto MKULTRA, realizzando, per conto della CIA, esperimenti di manipolazione mentale su cavie umane. Si trattava perlopiù di pazienti psichiatrici non consenzienti, sofferenti di disturbi minori come problemi di ansia o depressione post partum (e che credevano di essere curati per tali problemi), ma si  fece ricorso anche a bambini orfani. Il progetto fu basato dalla CIA in Canada, paese vicino e amico, per tenerlo meglio nascosto all'opinione pubblica statunitense.
Gli esperimenti, condotti con somministrazione di LSD, droghe paralizzanti e soprattutto con uso massiccio dell'elettroshock, consistevano nel portare i pazienti ad un coma indotto, rinchiuderli in celle d'isolamento e fargli ascoltare messaggi audio ripetitivi, consistenti in frasi o rumori.
Il trattamento provocò diversi decessi, e i pazienti sopravvissuti accusarono gravi conseguenze invalidanti sul piano psichico e fisico (incontinenza, amnesia, paralisi, stato vegetativo permanente).
Alcuni pazienti vennero dopo molti anni risarciti ma né Cameron né alcun funzionario della CIA, venne mai arrestato né denunciato per questi terrificanti crimini.